# Lohaghāt
Lohaghāt är en ort i Indien.   Den ligger i distriktet Champawat och delstaten Uttarakhand, i den norra delen av landet, 290 km öster om huvudstaden New Delhi. Lohaghāt ligger 1 701 meter över havet och antalet invånare är 6 758.
Terrängen runt Lohaghāt är kuperad åt sydväst, men åt nordost är den bergig. Runt Lohaghāt är det ganska tätbefolkat, med 134 invånare per kvadratkilometer. Lohaghāt är det största samhället i trakten. I omgivningarna runt Lohaghāt växer i huvudsak blandskog.